# Колючий пинагор Дерюгина
Колючий пинагор Дерюгина (лат. Eumicrotremus derjugini) — вид морских лучепёрых рыб из рода Eumicrotremus семейства пинагоровых. Видовое название дано в честь русского зоолога К. М. Дерюгина (1878—1938).

## Внешний вид и строение
Длина до 10 см. Твёрдых лучей в спинном плавнике 7, мягких — 11—13. Хвостовой плавник округлый. Окраска оливковая, спина темнее брюха.

## Распространение и места обитания
Обитают на северо-западе Атлантики и северо-западе Тихоокеанского региона: от Гудзонова залива, Унгава и Лабрадора в Канаде. В Северном ледовитом океане, Баренцевом море, поблизости от Земли Франца-Иосифа, Шпицбергена, востока Гренландии, в Карском море, море Лаптевых, Сибирском и Чукотском морях, и Охотском море.
Ведут донный образ жизни. Обнаружены на глубине 50—930 м. Найдено на илистых, галечных и каменистых грунтах при температуре ниже 0 °С. Молодь встречается на мелководье.

## Питание
Кормятся донными ракообразными.